# Hideaki Tominaga
Hideaki Tominaga (富永 英明 Tominaga Hideaki?), född 27 augusti 1976 i Fukui prefektur, är en japansk före detta fotbollsspelare.
Tominaga började sin karriär 1999 i Nagoya Grampus Eight. 2001 blev han utlånad till Sagan Tosu. 2002 blev han utlånad till Shonan Bellmare. Han gick tillbaka till Nagoya Grampus Eight 2003. Efter Nagoya Grampus Eight spelade han för Ventforet Kofu, Yokohama FC och Blaublitz Akita. Han avslutade karriären 2010.